# 伊尔德宁
伊尔德宁是奥地利施蒂利亚州利岑县的一个市镇。总面积21.95平方公里，总人口2656人，人口密度121.0人/平方公里（2005年）。